# 保良局陸慶濤小學
保良局陸慶濤小學（英語：Po Leung Kuk Luk Hing Too Primary School），為香港西貢區一所直資小學，於1988年創立，2005年加入直接資助計劃至今。

## 歷史
此校於1986年獲分配現址校舍，兩年後創立，早年分為上、下午校，分別於同年4月11日和9月1日開辦，首年招收小一及小五學生，至兩年後首屆小六畢業。
由於校舍空間不足以實行全日制，下午校於1998年獲教育署邀請遷入同區另一所校舍，隨後於1999年分拆為保良局黃永樹小學；而上午校則於原有校舍繼續辦學，同為全日制小學。
2004年，此校獲准加入直接資助計劃，並於翌年起生效，與同系的保良局羅氏基金中學結為一條龍學校。
至2020年，此校再申請位於大上托安愉道的小學校舍遷置，並於翌年3月獲批。按照現時進度，新校舍將於2027/28學年啟用。

## 校舍

### 現存校舍
現時的校舍為一座後期型標準小學校舍，佔地4,500平方米，設有24間課室及各種特別室，並曾於1996-97年間加建新翼。
隨著新校舍於2028年啟用，此校舍將按既定程序歸還予房屋署，長遠作公營房屋發展。

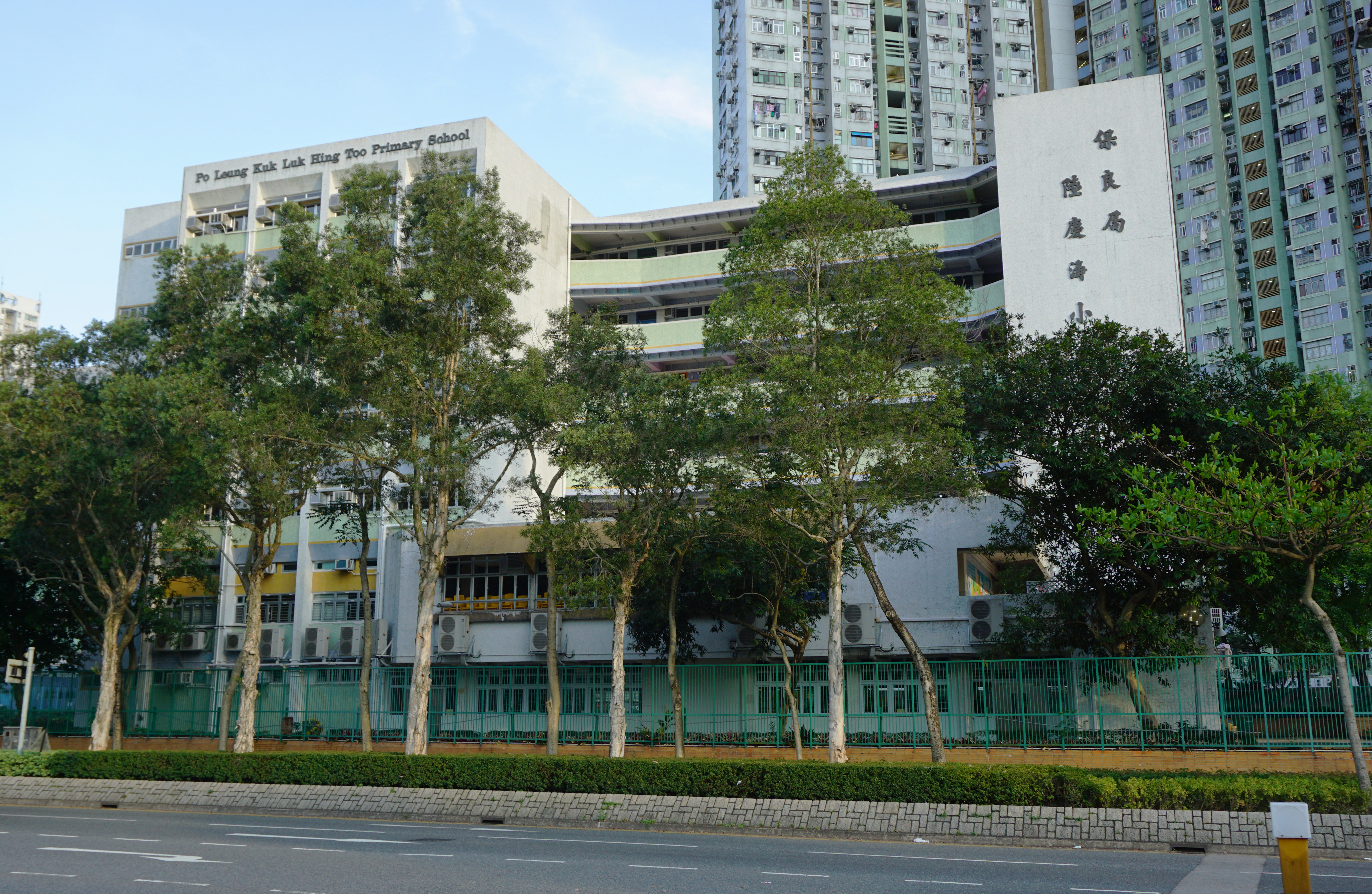

### 大上托新校舍
此校新校址位於大上托安愉道、安愉徑交界，屬安達臣道石礦場發展計劃範圍，與筲箕灣東官立中學新校舍、安秀苑，以及長實「港人首置上車盤」項目相鄰。
擬建的新校舍為一所後千禧校舍，由建築署高級建築師溫灼均為首團隊設計，設有30間課室及各種特別室，佔地面積約7,000平方米，原訂與毗鄰的筲箕灣東官立中學一併於2023年中動工，2026年4月竣工。然而，由於審批及設計進度延誤，此校延至2025年7月才動工，由俊和集團承建，預計2028年完工。

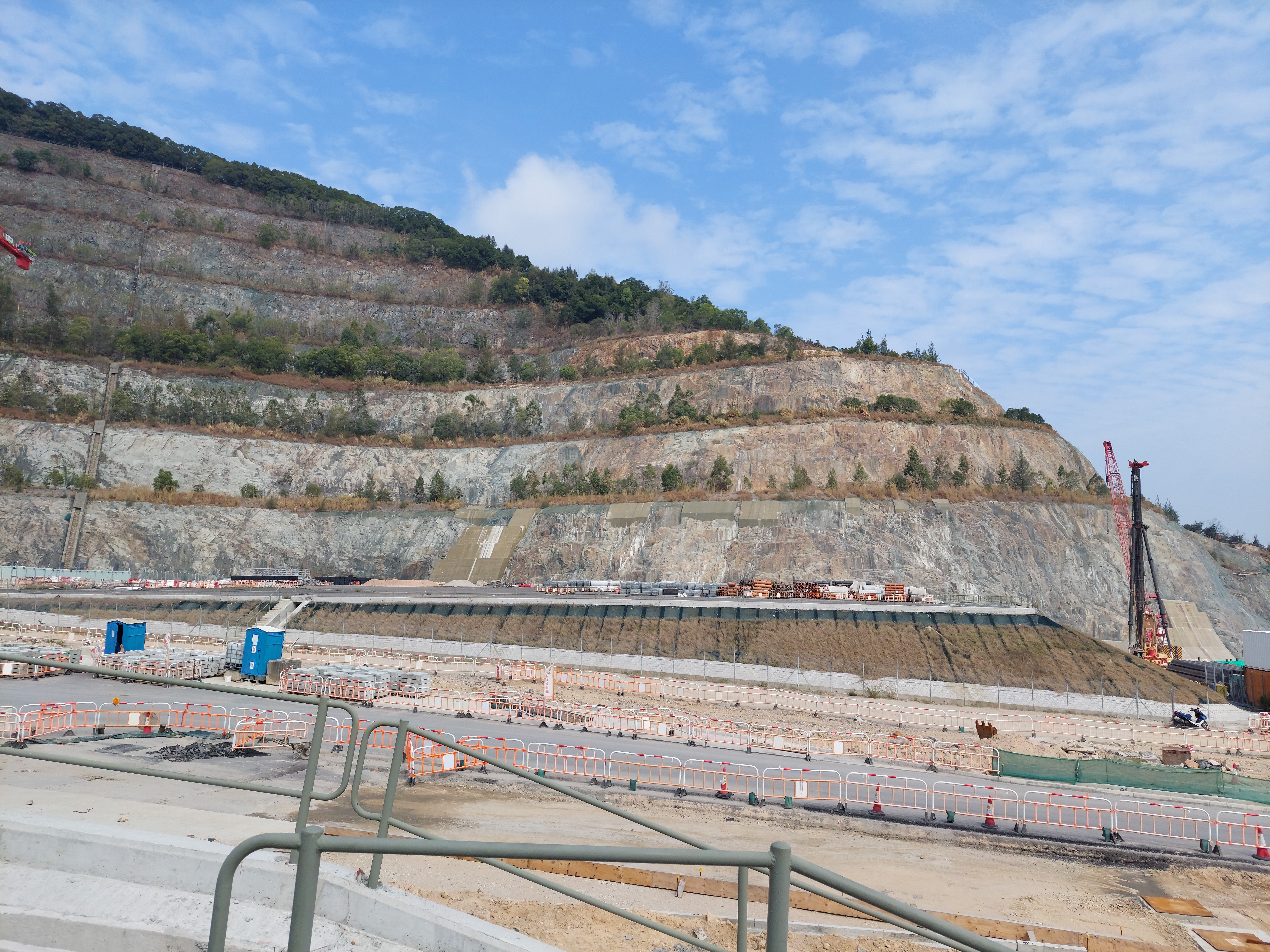
新校用地（2022年2月）

## 歷屆校長（上午校、全日制）
- 陳榮光先生（1988年-2017年，創校校長，由梁周順琴小學下午校調任；2004年起兼任同系羅氏基金中學校長[11]）
- 陳桂琼女士（2017年-2023年）
- 黃志揚先生，MH（2023年起，現任校長）

## 著名/傑出校友
- 姚潔貞（2000年小六畢業）：長跑運動員
- 余建霆：柔道運動員、2009年東亞運動會柔道冠軍
- 張文采：無綫新聞主播
- 莫竣名（2006年小六畢業）：香港男性模特兒、演員及主持[註 3]
- 陳嘉寶：香港演員
- 歸綽嶢（2012年小六畢業）：香港女歌手

## 註解
1. ↑  2021/22學年數字[1]
2. ↑  2021/22年度數字[2]
3. ↑  莫竣名是 Facebook 公開群組「保良局陸慶濤小學校友會（官方）」成員。

## 外部連結
- 保良局陸慶濤小學官方網頁 （页面存档备份，存于）